# 親愛的總統先生
《親愛的總統先生》是美国歌手粉红佳人主唱，藍色少女合唱團客串的一首歌曲，收录于粉红佳人的第4张录音室专辑《女力無敵》中。歌曲于2006年創作，表達了對时任美国总统乔治·W·布什及其共和黨政策的不滿。歌曲發行後獲得了大部分樂評的好評，樂評稱讚了歌曲的歌詞以及粉红佳人不隨波逐流的個性。紅粉佳人官方並未發行《親愛的總統先生》的音樂錄影帶，但紅粉佳人現場表演這首歌曲的影片和台灣太陽花學運期間改編的音樂影片獲得了公眾的關注。歌曲在奧地利和比利時法蘭德斯地區的單曲榜奪冠。

## 背景與發展
《親愛的總統先生》於2006年創作，歌曲表達了對时任美国总统乔治·W·布什及其共和黨政策的不滿。紅粉佳人表示，《親愛的總統先生》是自己寫給小布什的一封公開信，「這是自己寫過的最重要的一首歌」。歌曲質問了時任總統對無家可歸者、LGBTQ群體、伊拉克戰爭與一些其它議題的看法。
2007年，在節目《吉米·坎摩尔直播秀》中，紅粉佳人表示自己已被禁止再在其它電台和電視節目演唱和談論這首歌曲，她感謝節目能提供一個演唱和談論這首歌曲的機會。她亦稱，希望總統能透過阿姆來寫一首歌回應她。
2008年，紅粉佳人在倫敦進行表演時表示，如果贝拉克·奥巴马贏得選舉，她將不再表演這首歌曲。2017年，有粉絲曾問及紅粉佳人是否會重製這首歌曲獻給唐納·川普，紅粉佳人則發推回應稱「對這種下三濫的人，我無話可說。」

## 樂評
歌曲發行後獲得了大部分樂評的好評。《娱乐周刊》的克里斯·威廉斯表示，《親愛的總統先生》有着“民俗音乐中非同寻常的对社会的关切，还有令人称赞的挑衅布什的歌词。”《洛杉矶时报》的娜塔丽·尼克斯认为，粉红佳人在这首抗争歌曲中展现了自己内心尼·迪弗朗库的一面。《纽约时报》的喬恩·派瑞勒斯指出，歌曲“意味深长”，“有震慑感”。PopMatters则發长文称赞了这首歌曲，写道：“如果歌曲早几年发行，那么很可能，这首歌就会用作麥可·摩爾纪录片《华氏911》的插曲。（从这首歌中），你了解道，这就是粉红佳人的个性，她不会为了赶潮流而做音乐。”《滚石》的貝瑞·沃特斯则称赞了粉红佳人“在《親愛的總統先生》中写了一封批评信”，唱着“藍色少女合唱團和声的一首追求正义的民俗歌曲。”《偏锋杂志》的萨尔·辛坤馬尼则对歌曲持褒贬不一的评价，写道：“《親愛的總統先生》这首歌很聪明，用乔治·W·布什的话去反乔治·W·布什，但和《女力無敵》的另一首歌曲《My Vietnam》相比，就显得有些逊色了。”

## 音樂影片

太陽花學運時期改編影片

紅粉佳人官方並未發行《親愛的總統先生》的音樂錄影帶。不過，2006年4月，一部紅粉佳人現場表演這首歌曲的影片在YouTube上成為了一週觀看人次第2多的影片。在當週吸引了172,780觀看人次。2014年台灣太陽花學運期間，有網友將太陽花學運的片段剪輯成《親愛的總統先生》的音樂錄影帶，希望時任總統馬英九能傾聽人民的訴求。錄影帶的歌詞配合了太陽花學運進行10天來的各種畫面。此外，錄影帶還穿插了洪仲丘案和大埔案的鏡頭。

## 榜單成績
| 榜單（2006年-2009年）                | 最高 排位 |
| ------------------------------------ | --------- |
| 澳大利亚（澳大利亚唱片业协会單曲榜） | 5         |
| 奥地利（Ö3四十强单曲榜）             | 1         |
| 比利时佛兰德（Ultratop五十强单曲榜） | 1         |
| 比利时瓦隆（Ultratip榜外單曲榜）     | 3         |
| 加拿大百强单曲榜                     | 55        |
| 捷克（電台百強單曲榜）               | 2         |
| 德國單曲榜                           | 3         |
| 荷兰（百强单曲榜）                   | 43        |
| 新西兰（新西兰唱片音乐协会单曲榜）   | 11        |
| 瑞典（瑞典最熱榜）                   | 18        |
| 瑞士（瑞士热门音乐榜）               | 3         |

| 榜單（2007年）                         | 排位 |
| -------------------------------------- | ---- |
| 澳大利亞（澳大利亞唱片業協會單曲榜）   | 41   |
| 奧地利（Ö3四十強單曲榜）               | 3    |
| 比利時法蘭德斯（Ultratop五十強單曲榜） | 16   |
| 德國單曲榜                             | 13   |
| 瑞士（瑞士熱門音樂榜）                 | 8    |

## 銷售認證
| 地區                               | 认证 | 认证单位/销量 |
| ---------------------------------- | ---- | ------------- |
| 澳大利亚（澳大利亚唱片业协会）     | 金   | 35,000^       |
| 奥地利（國際唱片業協會奧地利分會） | 白金 | 30,000*       |
| 德国（聯邦音樂產業協會）           | 白金 | 300,000^      |
| 總計                               |      |               |
| ^僅含認證的出貨量                  |      |               |